# Mieszko Więckiewicz
Mieszko Więckiewicz (ur. 6 stycznia 1985 we Wrocławiu) – polski lekarz stomatolog, profesor doktor habilitowany nauk medycznych i nauk o zdrowiu, specjalista protetyki stomatologicznej, master of business administration.

## Życiorys

### Edukacja
Ukończył Uniwersytet Medyczny we Wrocławiu w 2009 roku.
Praktyczne szkolenia podyplomowe z zakresu artykulacji, okluzji i szyn zwarciowych odbywał w renomowanych ośrodkach w Austrii i Niemczech.
W latach 2011, 2012, 2014/2015 odbył trzy stypendia naukowo-badawcze w Katedrze Protetyki Stomatologicznej Uniwersytetu Technicznego w Dreźnie w Niemczech.
W 2016 roku ukończył zaawansowane szkolenie z zakresu diagnostyki i leczenia dysfunkcji narządu żucia na Uniwersytecie Kentucky w USA pod kierunkiem Jeffreya P. Okesona, DMD. 
W 2017 roku ukończył specjalistyczne szkolenie w zakresie diagnostyki chorób stawów skroniowo-żuchwowych i mięśni narządu żucia zgodne z międzynarodowymi kryteriami diagnostycznymi dla zaburzeń skroniowo-żuchwowych (Diagnostic Criteria for Temporomandibular Disorders, DC/TMD) w San Francisco, USA.
W 2018 roku odbył staże w Zakładzie Bólu Ustno-twarzowego Uniwersytetu w Tel Awiwie (Izrael) oraz w Klinice Bólu Ustno-twarzowego Uniwersytetu Kentucky (USA).

### Działalność naukowa
W 2009 uzyskał tytuł lekarza dentysty. Od 2010 jest zatrudniony na Uniwersytecie Medycznym we Wrocławiu, a od 2012 jest wykładowcą wizytującym w Katedrze Protetyki Stomatologicznej Uniwersytetu Technicznego w Dreźnie. Naukowo zajmuje się etiologią, diagnostyką i leczeniem zaburzeń skroniowo-żuchwowych (ang. temporomandibular disorders; TMD), stomatologiczną medycyną snu oraz badaniem nowoczesnych i eksperymentalnych materiałów, mających zastosowanie w stomatologii.
Był trzykrotnym laureatem różnych programów stypendialnych, które umożliwiły mu prowadzenie projektów naukowych w Niemczech.
W 2013 roku obronił pracę doktorską pt. „Zastosowanie żywicy światłoutwardzalnej oraz wybranych systemów artykulacyjnych w wykonawstwie stabilizacyjnych szyn zwarciowych”.
W 2015 roku uzyskał tytuł specjalisty w dziedzinie protetyki stomatologicznej. W 2016 roku uzyskał stopień doktora habilitowanego w zakresie medycyny na podstawie osiągnięcia naukowego pt. „Właściwości innowacyjnych technologii materiałowych mających zastosowanie w rehabilitacji protetycznej zaburzeń czynnościowych układu stomatognatycznego”.
W 2017 roku zdobył stypendium Ministra Nauki i Szkolnictwa Wyższego dla wybitnych młodych naukowców. Jest pierwszym lekarzem stomatologiem, który otrzymał to prestiżowe stypendium. 
Postanowieniem z dnia 10 marca 2020 r. Prezydent RP nadał mu tytuł profesora nauk medycznych i nauk o zdrowiu, dzięki czemu został on jednym z najmłodszych profesorów tytularnych w historii polskiej medycyny.
Klinicznie specjalizuje się w diagnostyce i leczeniu zaburzeń skroniowo-żuchwowych, bólu ustno-twarzowego oraz stomatologicznej medycynie snu i kompleksowych protetycznych rekonstrukcjach uzębienia.
Jest członkiem następujących międzynarodowych towarzystw: International Association for Dental Research, European Academy of Orofacial Pain and Dysfunction oraz International College of Dentists.
Jest jednym z odkrywców genetycznego podłoża bruksizmu i bezdechu sennego. W 2020 roku badanie to zostało opublikowane w czasopiśmie Scientific Reports, należącym do Grupy Wydawniczej Nature. Jest współodkrywcą związków bruksizmu sennego z ogólnoustrojowym stanem zapalnym, sennością, stresem oraz zaburzeniami hormonalnymi, które zostały opisane w czasopiśmie Nature and Science of Sleep. To odkrycie zostało zauważone w 2021 roku przez jeden z największych na świecie portali internetowych poświęconych medycynie czyli MedPage Today, który opublikował artykuł dotyczący tego badania. Ponadto jest jednym z odkrywców związku poziomu neuroprzekaźników z intensywnością bruksizmu sennego. Jego wieloletnia praca naukowa dotycząca bruksizmu zaskutkowała zaproszeniem go do międzynarodowego zespołu przygotowującego konsensusy dotyczące bruksizmu, które obowiązują na całym świecie. Tym sposobem został pierwszym Polakiem w tym prestiżowym gronie.
W 2023 i 2024 roku znalazł się wśród najczęściej cytowanych na świecie polskich naukowców w prestiżowym zestawieniu World’s Top 2% Scientists, przygotowanym przez Uniwersytet Stanforda oraz wydawnictwo Elsevier za lata 2022 i 2023. W 2023 roku uzyskał tytuł Executive MBA (Master of Business Administration) w Polsko-Amerykańskiej Szkole Biznesu na Wydziale Zarządzania Politechniki Wrocławskiej.
Jest jednym z najczęściej cytowanych na świecie polskich stomatologów. Według Google Scholar posiada ponad 5000 cytowań oraz indeks Hirscha = 40.

### Działalność wydawnicza
Autor oraz współautor ponad 130 artykułów naukowych opublikowanych w recenzowanych międzynarodowych czasopismach naukowych. Jest recenzentem w ponad 50 międzynarodowych czasopismach naukowych, w tym we wszystkich wiodących na świecie czasopismach w swojej specjalności. Członek rad naukowych czasopism: Journal of Oral & Facial Pain and Headache, CRANIO®: The Journal of Craniomandibular & Sleep Practice, Acta Odontologica Scandinavica, Journal of Clinical Medicine, Healthcare, Frontiers in Neurology, Frontiers in Psychiatry oraz Journal of Stomatology. Prof. Mieszko Więckiewicz jest pierwszym Polakiem, który został członkiem rad naukowych czasopism Journal of Oral & Facial Pain and Headache oraz Acta Odontologica Scandinavica. 

#### Dental and Medical Problems
Od 2020 roku jest redaktorem naczelnym czasopisma naukowego „Dental and Medical Problems”, które w dniu 28.06.2023 r. uzyskało wskaźnik Impact Factor nadawany przez Clarivate Analytics. Jednocześnie należy podkreślić, że czasopismo „Dental and Medical Problems” jest pierwszym w Polsce i Europie Wschodniej czasopismem naukowym o profilu stomatologiczno-medycznym, które posiada ten prestiżowy wskaźnik. Ponadto w 2024 roku czasopismo awansowało w rankingu Journal Citation Reports, uzyskując wzrost Impact Factor i najwyższą kategorię Q1 w obu notowanych dziedzinach. Żadne inne czasopismo naukowe o profilu stomatologiczno-medycznym w Polsce i Europie Wschodniej nigdy wcześniej nie posiadało tak wysokiego międzynarodowego rankingu. W 2025 roku Dental and Medical Problems uzyskało Impact Factor 3,9 oraz 18. miejsce na 162 czasopisma (Q1) na świecie w kategorii Dentistry, Oral Surgery & Medicine w najnowszym zestawieniu Journal Citation Reports. To najwyższa pozycja w historii polskich czasopism medycznych wydawanych przez uczelnie wyższe w kraju.

## Nagrody i wyróżnienia
- 2014, 2015, 2017–2023: liczne Nagrody Indywidualne i Zespołowe JM Rektora Uniwersytetu Medycznego we Wrocławiu za ważne i twórcze osiągnięcia w pracy naukowej
- 2018: Medal Wrocławskiego Oddziału Polskiej Akademii Nauk za osiągnięcia naukowe[23]
- 2021: drugie miejsce w konkursie Supertalenty w Medycynie 2021 (Puls Medycyny)[24]
- 2023, 2024: World’s Top 2% Scientists (ranking Stanford University oraz Elsevier)
- 2024: Brązowy Krzyż Zasługi
- 2024: nagroda „Złoty OTIS” za osiągnięcia w stomatologii w 2023 roku[25]
- 2024: Nagroda Indywidualna JM Rektora za osiągnięcia organizacyjne w 2023 roku za pełnienie funkcji redaktora naczelnego czasopisma Dental and Medical Problems[26]